# Forte de Santo António de Tavira
O Forte de Santo António de Tavira, também conhecido como Forte do Rato ou Forte da Ilha das Lebres, localiza-se a leste do sítio das Quatro Águas, na foz do rio Gilão, junto à barra da cidade de Tavira, no Distrito de Faro, em Portugal.
Encontra-se classificado como Imóvel de Interesse Público desde 1983.

## História
Foi mandado edificar de raiz na segunda metade do século XVI, no reinado de  D. Sebastião (1568-1578) de forma a proteger a entrada da barra e, simultaneamente, a cidade de Tavira. Esta construção não se veio a mostrar de grande utilidade uma vez que, ainda durante a sua construção, verificaram-se alterações na linha de costa e, consequentemente, na entrada da barra, a qual se desloca, progressivamente para Levante, retirando eficiência defensiva àquela infraestrutura.
Encontrava-se em construção quando da visita do rei D. Sebastião (1568-1578) aquela cidade, no ano de 1573. Foi colocado sob a invocação de Santo António.
Notícia de 1577 dá conta de que a barra natural do rio Gilão localizava-se defronte à Fortaleza de Santo António.
No contexto da Guerra da Restauração da Independência, a sua estrutura foi remodelada, passando a complementar a defesa da Forte de São João da Barra de Tavira, no sítio da Gomeira, iniciada em 1672. Uma notícia de 1717, dá conta de que a barra natural do rio já se encontrava defronte ao sítio da Gomeira e, portanto, da nova fortificação.
Em 1792, numa relação do armamento existente neste forte, aponta-se que ele estava guarnecido por nove homens e artilhado com duas peças, estando uma sem apetrechos.
Em 1821, esta edificação encontrava-se guarnecida apenas por três homens, sem artilharia, com a porta bastante danificada e o armanezamento de pólvora em estado de abandono.
A fortaleza esteve ativa até 1840, quando, perdida a sua função militar, foi abandonada por ordem do Governador da Província do Algarve, brigadeiro Francisco de Paula Vieira da Silva Tovar, 1º visconde de Molelos.
Desde a década de 1980 foram-lhe promovidas intervenções de consolidação e recuperação, nomeadamente no Portão de Armas e nos panos de muralha, além de limpeza e sinalização do espaço interno.

## Características

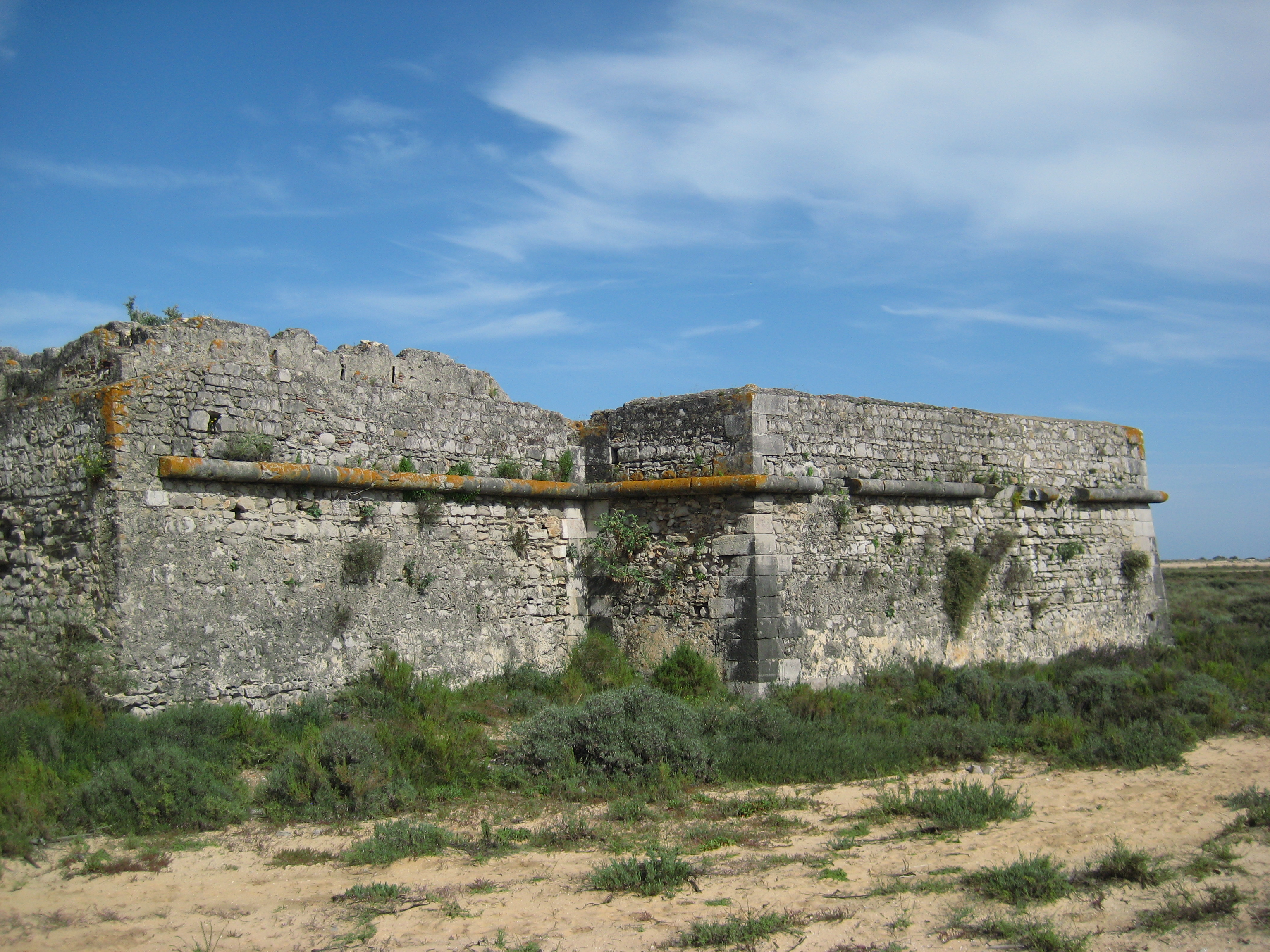
Forte de Santo António de Tavira, Portugal.

O forte apresenta planta poligonal abaluartada. Em seu interior erguem-se os Quartéis da Tropa e o Paiol, e abre-se o poço.